# Relativiteitstheorie
Met relativiteitstheorie worden in de natuurkunde twee theorieën van Albert Einstein aangeduid, namelijk de speciale relativiteitstheorie en de algemene relativiteitstheorie.
Het centrale idee van relativiteitstheorie is dat de wetten van de mechanica, of de natuurkunde in het algemeen, niet afhankelijk mogen zijn van de snelheid die een waarnemer heeft ten opzichte van andere waarnemers. Galileo Galilei had rond 1600 al een visie op dit principe. Eeuwen later werden de speciale en de algemene relativiteitstheorie ontwikkeld.

## Relativiteitstheorie van Einstein
De relativiteitstheorie van Einstein (een benaming die overigens dateert van na de theorieën van Einstein) gaat uit van het volgende principe: de wetten van de mechanica zijn dezelfde voor waarnemers in twee stelsels die eenparig (een beweging die versnelling noch vertraging kent) ten opzichte van elkaar bewegen. Als de een een inertiaalstelsel is, dan de andere ook. Het is voor diezelfde twee waarnemers onmogelijk om aan de hand van de wetten van de mechanica te bepalen wie van beiden een absolute beweging uitvoert of mogelijk stilstaat. Dit heeft als direct gevolg dat er alleen relatieve en geen absolute snelheden bestaan – vandaar de naam relativiteitsprincipe.
In de relativiteitstheorie van Galilei zijn coördinatenstelsels die eenparig ten opzichte van elkaar bewegen, als volgt gerelateerd. Stel dat ten opzichte van het stelsel S de snelheid van een ander stelsel S' gelijk is aan v, en dat de nulpunten van beide stelsels op tijdstip t = 0 samenvallen. Als we posities in S met r aanduiden en in S' met r', geldt na verloop van een tijd t:
{\displaystyle \mathbf {r} '=\mathbf {r} -\mathbf {v} t}
De klassieke mechanica volgens de wetten van Newton nam dit relativiteitsprincipe over van Galileo Galilei.

### Voorbeelden
Jo van den Brand van het Nikhef presenteerde de relativiteitsinzichten van Galilei in een artikel over 'Galileo Galileï en het relativiteitsprincipe' aan de hand van een voorbeeld met een blok ijs en met een knikker in een trein. 
Stel u voor dat u een blok ijs op een glazen plaat legt en met kracht naar opzij wegduwt: het gaat glijden en komt uiteindelijk tot stilstand. Maak nu de plaat nat; het blok zal een grotere weg afleggen, alvorens tot stilstand te komen. Neem dan een blok droogijs (bevroren koolstofdioxide). Dit glijdt bijzonder soepel over een luchtkussen van koolstofdioxidedamp. Neem dan waar dat dit blok veel verder gaat glijden, en wel zonder een noemenswaardige vermindering van snelheid nu. Voorafgaand aan Galileo Galileï (1564 - 1642) was algemeen de gedachte dat er altijd een kracht nodig is om een object met constante snelheid te laten bewegen. Galileï zag in dat het juist de wrijvingskrachten zijn die een vertraging veroorzaken. Wanneer de wrijving minder wordt, dan is er ook minder afname van snelheid. Hij beredeneerde dat als het zou lukken om alle krachten van een object te verwijderen, inclusief de wrijvingskrachten, dat dan de snelheid van een lichaam zelfs nooit zal veranderen. Deze eigenschap noemde hij 'inertia'.
Dit brengt met zich mee dat er mechanisch geen verschil bestaat tussen een object in rust of een object dat met constante snelheid beweegt.
Stel u voor dat u een reiziger bent in een trein, die met constante snelheid horizontaal langs een rechte lijn beweegt. U plaatst een knikker in het gangpad. Relatief ten opzichte van de trein is de knikker in rust, zolang de trein met constante snelheid ten opzichte van de rails beweegt. Relatief ten opzichte van de rails beweegt deze met dezelfde snelheid als de trein. Zowel de trein, zolang die met constante snelheid beweegt, als de rails zijn nu, in goede benadering, inertiaal systemen.
(Wanneer de machinist begint af te remmen voor het volgende station, dan vertraagt de trein ten opzichte van het perron - een negatieve versnelling is dit - en u zult zien dat de knikker naar voren begint te rollen. Die is ineens aan het versnellen ten opzichte van de trein, ondanks het feit dat er geen kracht op aan het inwerken is! Nu vormt de trein een referentiesysteem dat versnelt ten opzichte van een inertiaal referentiesysteem en is deze dus geen inertiaal referentiesysteem meer.)

## Speciale relativiteitstheorie
De speciale relativiteitstheorie werd in 1905 ontwikkeld door Albert Einstein. Deze theorie gaat uit van de volgende twee postulaten:
- De wetten van de natuurkunde, inclusief die van de elektrodynamica, zijn dezelfde voor waarnemers in inertiaalstelsels die eenparig ten opzichte van elkaar bewegen.
- De lichtsnelheid in vacuüm is een universele constante, oftewel: waarnemers in inertiaalstelsels meten voor de lichtsnelheid in vacuüm altijd dezelfde snelheid (later vastgesteld op 299.792.458 m/s), onafhankelijk van hun onderlinge, relatieve beweging.

Het eerste postulaat leunt in feite dicht aan bij het basisidee van de relativiteitstheorie van Galilei. Het tweede postulaat was (ten tijde van Einstein) een geheel nieuw principe, met (ondanks zijn formele eenvoud) bijzonder verreikende gevolgen. Om deze twee basisideeën met elkaar te verzoenen, zijn er speciale transformaties, de lorentztransformaties, nodig om plaats en tijd van de ene waarnemer om te rekenen in de plaats en tijd van de andere. Hieruit volgt dat plaats en tijd met elkaar zijn verbonden. Evenzo zijn elektrische en magnetische velden E en B voor verschillende waarnemers met lorentztransformaties in elkaar om te rekenen.
Het artikel van Einstein verscheen in 1905 onder de titel Zur Elektrodynamik bewegter Körper, over de elektrodynamica van bewegende lichamen. De theorie heeft als postulaat (veronderstelling, aanname) dat de lichtsnelheid in vacuüm hetzelfde is voor alle waarnemers. Het postulaat heeft geen relatie met de resultaten van het experiment van Michelson en Morley, waar de wetenschap tot op dat moment ook niet goed raad mee wist. In deze experimenten was aangetoond dat er geen absoluut stilstaand medium, de ether, bestaat, dat als drager van lichtgolven zou fungeren. Dat licht geen drager nodig heeft, werd begrijpelijk toen aangetoond was dat licht ook gezien kan worden als bestaande uit deeltjes (fotonen). 
De speciale relativiteitstheorie is ook volledig in overeenstemming met de wetten van Maxwell voor het elektromagnetisme. Magnetisme is het relativistische effect van elektriciteit. Stel dat een waarnemer een stilstaande elektrische lading ziet en dus een elektrisch veld. Een andere waarnemer in eenparige beweging ten opzichte van de eerste ziet dan een bewegende lading, dus een elektrische stroom, dus een magnetisch veld.
Uit de speciale relativiteit volgt ook Einsteins beroemde massa-energierelatie {\displaystyle \mathbf {E} =\mathbf {mc^{2}} }, die de gelijkwaardigheid van massa en energie uitdrukt. De theorie drukt ook uit dat ruimte en tijd verschijningen van dezelfde ruimtetijd met vier dimensies zijn: de tijd speelt de rol van de vierde dimensie. Gelijktijdigheid is relatief: twee verschijnselen die zich voor een waarnemer gelijktijdig voordoen, kunnen zich voor een andere waarnemer op verschillende tijden voordoen. De theorie voorspelt dat de lengte verkort, de zogenaamde lengtecontractie of lorentzcontractie, en de tijd trager loopt, de zogenaamde tijddilatatie, volgens de lorentzfactor, naarmate de snelheid de lichtsnelheid nadert. Dit is onder meer in synchrotrons aangetoond en ook met muonen uit kosmische straling. De lichtsnelheid is de hoogst mogelijke snelheid: deeltjes die sneller dan het licht zouden bewegen, tachyonen, zouden allerlei paradoxen veroorzaken.

## Algemene relativiteitstheorie
De algemene relativiteitstheorie werd voorgesteld door Albert Einstein in een serie lezingen voor de Pruisische Academie van Wetenschappen in 1915.
Deze theorie gaat uit van het postulaat dat waarnemers die zich in rust in een gelijkmatig zwaartekrachtsveld bevinden, gelijkwaardig zijn met andere waarnemers die een constante (uniforme) versnelling ondervinden.
Deze generalisatie van het relativiteitsprincipe gaat samen met een nieuwe theorie van de zwaartekracht. In deze theorie wordt zwaartekracht niet langer als een kracht gezien, zoals dat bij de Wetten van Newton het geval was, maar als een meetkundige eigenschap van de ruimte zelf. Een massa trekt de ruimte rondom zich krom, waardoor het lijkt alsof de massa andere massa's aantrekt. Volgens Newton is de zwaartekracht sneller dan het licht. Als bijvoorbeeld de maan opeens zou verdwijnen, zou je eerst zien dat de getijden zich terugtrokken en één seconde later pas dat de maanschijf van de hemel verdween. In de algemene relativiteitstheorie doet ook het effect van de zwaartekracht zich niet sneller dan het licht gelden.
Einstein voorspelde zo de afbuiging van licht van een ster door de zon. Arthur Eddington nam dit waar bij de zonsverduistering op het eiland Principe op 29 mei 1919. Hij verklaarde zo ook de baan van de planeet Mercurius, die geen ellips beschrijft zoals de Wetten van Kepler aangeven, maar een rozet (de periheliumprecessie van Mercurius). Hij voorspelde ook dat hoger staande klokken sneller lopen, wat met atoomklokken inderdaad is aangetoond.